# Langdysse im Asnæs Forskov

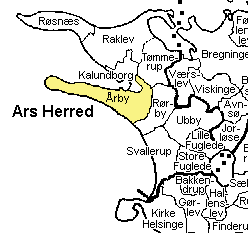
Lage von Årby auf Asnæs

Der Langdysse im Asnæs Forskov ist ein Dolmen bei Årby südlich von Kalundborg auf der dänischen Insel Seeland. Es ist eines der älteren Monumente der Trichterbecherkultur (TBK – 3500–2800 v. Chr.) auf der Halbinsel Asnæs (dänisch Asnæs halvø). Er wurde teilweise restauriert.
Der Langdysse stammt aus der frühen Jungsteinzeit (um 3500 v. Chr.). Der südliche Teil des Hünenbettes ist aufgrund der Küstenerosion ins Meer gestürzt.
Das restliche Nordost-Südwest orientierte Hünenbett misst etwa 6,5 × 22,0 m (inklusive der Randsteine) und ist etwa 1,0 m hoch. An der nördlichen kurzen Seite befinden sich drei breite Randsteine, in der östlichen Langseite 16 und in der westlichen elf. Der südliche Teil des Hünenbettes mit der Kammer ist im Meer versunken.
In der Nähe liegen die Felsritzungen an der Asnæs Kirke und der Ormshøj.